# مقاومة الأمير عبد القادر
مقاومة الأمير عبد القادر بالغرب الجزائري (1830-1847)، كان الأمير عبد القادر إلى جنب والده الشيخ محي الدّين في الهجومات التي شنّها على الجيش الفرنسي بمدينة وهران، وقد استطاع الشيخ محي الدين أن يُزعزع العدو ويرعبه، وهنا برز ابنه«عبد القادر»، الذي أظهر في المعارك التي شارك فيها مع والده شجاعته وبطولته أبهرت الجميع.
قاد محي الدين جيشه ضد الجيش الفرنسي وأعوانهم بوهران منذ 17 أفريل 1832، وكان أول هجوم قام به على سرية استطلاع فرنسية من مائة ضابط وجندي في منطقة وهران ملحقًا بها بعض الخسائر. وفي مطلع ماي من نفس السنة خاض محي الدين برفقة ابنه عبد القادر ومن معه من المقاتلين عددًا من المعارك المجيدة ضد الجيش الفرنسي، هاجموا فيها بعض المعسكرات والحصون الفرنسية بمدينة وهران، وألحقوا به هزائم أجبرتهم على الانسحاب، وكان أهم هذه المعارك:
- معركة خنق النطاح الأولى يوم 4 ماي 1832
- معركة خنق النطاح الثانية في 4 جوان 1832

أسند محي الدين في هذه المعركة الراية إلى ابنه عبد القادر الذي كان بطل المعركة، حيث قسم جيشه إلى خمس فرق: فرقتين للقتال، وفرقتين للدفاع، وخامسة كمنت وراء العدو، وفاجأته عند تقهقره إلى الوراء وأبادته عن آخره واستولت عن كل السلاح والذخيرة.
- معركة برج رأس العين: في الجهة الغربية من وهران

## مبايعة عبد القادر للإمارة
رغم الانتصارات التي حققها الجزائريون في غرب البلاد، لكنهم كانوا على يقين بأن المعركة مازالت طويلة مع العدو من جهة، وأن الإقليم محتاج إلى شخص ينظم إدارته من جهة أخرى.
ولهذا عرضت قبائل وأعيان الغرب للمرة الثانية من الشيخ محي الدين الامارة بتاريخ 22 نوفمبر 1832، قائلين له «إلى متى يا محي الدين ونحن بلا قائد؟ إلى متى وأنت واقف جامد متفرج على حيرتنا. أنت يا من يكفي إسمه فقط يجمع كل القلوب لتدعيم وتماسك القضية المشتركة...» وقد أضاف أحد الحاضرين قائلا لمحي الدين «عمت الفوضى في البلاد والعدو دخل المساجد، وأحرق الكتب، وهدم الدور على أصحابها، ولابد من سلطان له سلطة شرعية، وقد اخترناك لتحمل هذه المسؤولية.»
لكن الشيخ محي الدين اعتذر مرة أخرى لكبر سنه وقال «أشكر ثقتكم ولكن أعتذر عن قبول هذا المنصب، فأنا الآن أقوم بواجبي الديني والوطني مقاتلا في سبيل الله كأي أحد منكم.» وفي ذات الوقت لم يمانع في ترشيح ابنه قائلا «إن كان رأيكم وثقتكم بولدي عبد القادر كرأيكم بي فأنا متنازل له عن هذه البيعة، فتشاوروا فيما بينكم، وإذا عقدتم العزم فموعدنا في سهل غريس تحت شجرة الدردارة صباح الاثنين 27 نوفمبر 1832.» وهذا ما حدث بالفعل فقد تمت مبايعة الأمير عبد القادر في نفس المكان وفي نفس الموعد، بايعوه بالإمارة ولقبوه ب «ناصر الدين» وكانت هذه البيعة الأولى.
وبعد البيعة الأولى، وقعت بيعة ثانية (البيعة العامة) في قصر الإمارة بمعسكر في 4 فيفري 1833.

## بداية مقاومة الأمير عبد القادر
لما تمت مبايعته نادى للمقاومة، فهرعوا إليه من كل حدب وصوب، كان ناصر الدين يقوم بعمل مزدوج؛ توحيد صفوف الشعب ومحاربة الفرنسيين، ومن أجل ذلك لعب دور القائد العسكري فقاوم الفرنسيين، ولعب دور القاضي فحلّ المنازعات بين القبائل، ولعب دور السياسي فألف بين الصفوف المتفرقة.
بدأ الأمير عبد القادر هجوماته العسكرية ضد الجيش الفرنسي ابتداء من يوم 4 فيفري 1833، وفي حقيقة الأمر أن الأمير عبد القادر كان يحارب على جبهتين في آن واحد؛ فمن جهة كان يحارب فرنسا، ومن جهة كان يحارب القبائل المتمردة ويحاول أن يوحد الصفوف ويعيد الأمر إلى نصابه، لأن الأمير كان يدرك أن نجاح مقاومته من فشلها متوقف على الولاء والطاعة واحترام قرارات دولته، خاصة وأن فرنسا كانت تراهن على فشل العرب في تنظيم أنفسهم وصفوفهم للنضال والمقاومة.
و في هذا الصدد يقول شارل هنري تشرشل «لقد آمن عبد القادر إيمانا عميقا بضرورة الاتحاد المطلق بين مواطنيه، لكي يحقق لهم استقلالهم المشترك، لقد قرر أن يقارع بسيفه الذين يشكون أو يحاولون أن يقاوموا سلطته.»
أهم معارك الأمير بعد مبايعته:

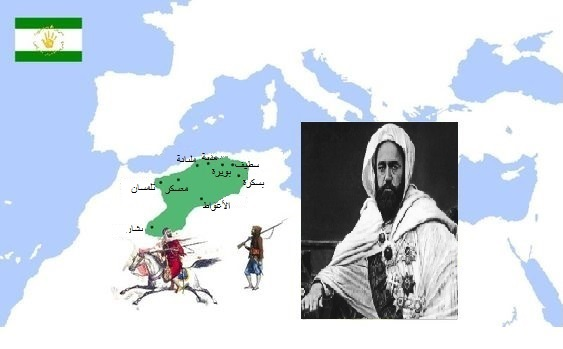
دولة الأمير عبدالقادر

1. معركة المقطع: 18 جوان 1833، أرزيو، ضد تريزيل.
2. مستغانم: 27 جويلية 1833، مستغانم، ضد دي ميشال.
3. التافنة: 25 جانفي 1836، تلمسان، ضد كلوزيل.
4. السكّاك: 6 جويلية 1836، تلمسان، ضد بيجو.
5. غابة كرازة: 27 أفريل 1840، العفرون، ضد فالي.
6. موزاية: 12 ماي 1840، البليدة، ضد فالي.

- المرحلة الثالثة: حرب العصابات، أهم معاركها:

1. معركة الزمالة: 16 ماي 1843، جبال عمور، ضد دومال.
2. جبل كركور: 23 سبتمبر 1845، جبال عمور، ضد مونتنياك.
3. وادي مرسي: 26 سبتمبر 1845، جبال عمور، ضد جيرو.[1]

## مراحل مقاومة عبد القادر
مرت مقاومة الأمير عبد القادر بثلاث مراحل وهي:

### مرحلة الانطلاق والقوة (1832-1837)
سميت مرحلة الانطلاق لأنها شهدت بداية مقاومة الأميرعبد القادر للاحتلال الفرنسي كأمير وقائد للجهاد، وبداية بناء اللبنة الأولى للدولة الجزائرية الحديثة من جهة، ووصفت من جهة أخرى بمرحلة القوة لأن ميزان القوة كان لصالح قوات الأمير، حيث تفوق في أغلب المواجهات العسكرية بينه وبين العدو، وانتهت هذه المرحلة بإبرام معاهدة التافنة التي اعترفت فيها فرنسا بدولته.
وكان من أهم الأحداث التي شهدتها هذه الفترة:
- اتخاذ معسكر عاصمة له، اعترافا لدزر سكان منطقتها في انطلاق الجهاد المنظم.
- شرع الأمير في تشكيل حكومته في فيفري 1833، وتعيين القضاة، وتنصيب الولاة في مختلف أنحاء الإمارة، كما شكل مجلسا للشورى من 11 عالما. علما أنه كان يدقق في اختيار خلفائه وأعوانه، فكان يتحرى فيهم الكفاءة والقوة والتقوى. وبمرور الوقت أنشأ الأمير كذلك الدواوين والإدارات المركزية.
- عمل الأمير على توحيد القبائل حول مبدأ الجهاد وتحت سلطته، وانتزاع من الفرنسيين كثيراً من القبائل التي كانت قد تحالفت معهم، كما ألزمها بالتشبت بأرضها. وبالمقابل اعتبر المتعاونين معهم مرتدين عن الإسلام.
- مقاطعة المحتلين ومحاصرة مراكزهم في وهران ومستغانم، وحملهم على الخروج من معاقلهم لقتال بالداخل.
- الاستيلاء على ميناء أرزيو واستخدامه في توريد السلاح والاتصال بالعالم الخارجي.وذلك قبل أن تستولي عليه فرنسا.
- تنشيط مدن الداخل والسهول العليا كتلمسان ومليانة والمدية وقصر البخاري...وجعلها محاور اقتصادية واجتماعية وعسكرية للدولة.
- توسع نفوذ الأمير ليشمل كل الغرب الجزائري ماعدا وهران ومستغانم وأرزيو، كما توغل في إفليم التيطري واستولى على مليانة في أفريل 1835، وعلى المدية في الشهر التالي، وتوسع شرقا فأحذ مدينة بسكرة.

### معاهدة دي ميشال 1834
تمكن الأمير عبد القادر في المرحلة الأولى من مقاومته من مواجهة الجيش الفرنسي وإجباره على التمسك والاكتفاء بالبقاء في مدن: مستعانم، أرزيو ووهران، وقد عمد الأمير إلى فرض حصار اقتصادي على هذه المدن الثلاثة. وفي هذا الصدد يذكر بعض المؤرخين أن نظام الحصار الذي ضربه عبد القادر كان تأشير مهلك على القوات الفرنسية «حتى أصبحوا كالطيور الكاسرة يبحثون ويقعون على طعامهم في المناطق الداخلية.»
وفي أواخر شهر أكتوبر 1833 قام رجل من قبيلة «البرجية» باختراق الحصار، وقصد أرزيو لتموين قوات الاحتلال، وعندما أتم صفقة البيع مع العدو طلب من الفرنسيين توفير حماية له للعودة إلى قبيلته، خشية من جنود الأمير، فكان له ذلك حيث أرسلوا معه ضابط وأربعة جنود، وفي طريقهم اتقض عليهم 100 فارس جزائري، فقتلوا جنديا وأسروا الباقين في معسكر.
على إثر هذه الحادثة كتب الجنرال ديمشال إلى الأمير يطلب منه إطلاق سراح الجنود الأسرى، ويقول ديمشال في رسالته «هؤلاء الجنود الأسرى سقطوا في كمين بينما كانوا يحمون عربيا.» فكان رد الأمير «ذلك ليس حجة في نظري، فالحامون والمحمي كانوا سواء أعدائي، وإن كل العرب الذين يشيدون بك هم ليسوا مؤمنين حقيقيين وجهلاء بواجبهم.»
ونظراً لشدة وطأة الحصار الاقتصادي المفروض على الفرنسيين في كل من وهران ومستغانم وأرزيو راسل الجنرال ديمشال الأمير لكن هذه المرة ليعرض عليه صراحة إجراء مقابلة معه وعقد معاهدة سلم تحقن دماء «شعبين فرضت عليهما العناية الإلاهية أن يتعايشا في ظل حكم واحد.»
- توقيع المعاهدة في 26 فيفري 1834:

اضطر الجنرال الفرنسي ديمشيل إلى ابرام معاهدة هدنة مع الأمير عبد القادر بتاريخ 26 فيفري 1834، الذي اعتبرها هذا الأخير فرصة لتوطيد مركزه وتوسيع نفوذه خارج اقليمه، وكذا حيازة اعتراف العدو به وبدولته . وأهم ما نصت هذه المعاهدة من بنود نوجزها فيمايلي:
- وقف القتال بين الطرفين.
- اعتراف ديميشيل بإمارة الأمير على كامل البلاد في المقابل اقراره لفرنسا على مدن: الجزائر، وهران، أرزيو ومستغانم.
- تعيين وكلاء من الأمير عبد القادر بوهران ومستغانم وأرزيو، كي لا تقع خصومة بين الفرنسيين والعرب، وبالمثل يقام وكيلا عن فرنسا ضابط

فرنسي في معسكر .
- يلزم رد الأسرى من الفريقين.
- اعطاء الحرية كاملة للتجارة.
- تلتزم العرب بإرجاع كل من يفر إليهم من العسكر الفرنسي ويلتزم الفرنسيون بتسبيم كل من يفر إليهم من أهل الجرائم الهاربين من القصاص إلى وكلاء الأمير في المدن الثلاث.
- كل أوروبي سيعطى له إذا رغب في السفر داخل البلاد جواز سفر موقعًا عليه من ممثلي الأمير ومصادقًا عليه من القائد العام، وبذلك يحصل على الحماية في جميع الأقاليم.

اعتبر الجنرال ديمشال توقيع هذه المعاهدة انتصارًا دبلوماسيًا، حيث قال «إنني أعلن لكم استسلام إقليم وهران الذي يعتبر أكبر جزء في ولاية الجزائر وأكثرها محاربة، الفضل في هذا الحادث الكبير يعود إلى الميزات التي امتازت بها القوات التي أقودها.» أما الأمير عبد القادر فقد كان راضيا باعتبار أنه نجح في ارغام عدوه على طلب السلام، ووضع شروطه الخاصة، ولم يدفع أي جزية، ولم توضع أي حدود على منطقته.
وفضلا عن ذلك كانت عند الأمير وثيقة سرية وقع عليها ديميشال تقضي باعطاء الأمير الحرية الكاملة لشراء الأسلحة من غير الرجوع إلى فرنسا وكذا احتكاره للتجارة، بمعنى أن ممثلي الأمير هم الوحيدون المسموح لهم بشراء وبيع القمح والشعير وباقي الإنتاج الفلاحي، وهم كذلك الذين يحددون الأسعار في الأسواق . وبناء على ذلك أصدر الأمير عبد القادر أوامره بمنع العرب من بيع منتوجهم الفلاحي مهما كان نوعه إلى المسيحيين سواءً كانوا من أهل البلاد أو أجانب.
وعلى صعيد آخر استغل الأمير هذه الهدنة ليلتف إلى أحوال البلاد، فعمل جاهدا على تشييد الحصون، وإقامة القلاع، كما قام على صنع السلاح وإنتاج الذخيرة الحربية، وفي ذات الوقت عمل على تنظيم صفوف الشعب وتوحيد الجماهير حوله دفاعًا عن الوطن وحماية للدين.

### نقض معاهدة دي ميشال
وكعادتها قامت فرنسا بنقض معاهدة ديميشال، فكما قال شكيب أرسى لان «كانت معاهدات الدول الاستعمارية مع أهالي الأقطار... هي في الغالب محاط استراحة بين الحملة والحملة، ومنازل استجمام بين مراحل الحرب لاغير، بحيث لا تعدم عذرا لدى توفر القوة في نقض المعاهدات التي لم تبرمها منذ البداية إلا على نية النقض.»
حيث بمجرد عزل الحكومة الفرنسية الجنرال ديميشيل عن قيادة وهران في 15 جانفي 1835، واستبداله بالجنرال تريزيل (Trézel) حتى قام هذا الأخير بنقض المعاهدة، وذلك بعد اقدامه على توفير الحماية لقبائل الزمالة والدوائر المتمردة على الأمير. ومقابل هذه الحماية اعترفت القبيلتان بسيادة فرنسا والتزامهما بدفع ضريبة سنوية.
ويذكر أن هذه القبائل استأنفت المبادلات الودية مع الفرنسيين، فهدد الأمير أن يعيدها بالقوة إلى تلمسان، ولكن تلك القبائل فضلت الحماية الفرنسية في الحال على التخلي عن منتجاتها الزراعية وتجارتها، وقد لبى الجنرال تريزل طلبهم. حيث كان يري أن فرنسا تضيع وقتا حين تترك الفرصة للأمير ليشتد سلطانه ويقوي نفوذه، وعليه فلابد من محاربة الأمير والقضاء على قواته.
واعتبر الأمير عبد القادر هذا العمل منافيا ومخالفا للاتفاق المبرم بين دولته ودولة فرنسا، حيث ينص الاتفاق «أن لا تقبلوا من يلتجئ إليكم من العرب، كما أننا لا نقبل من يفر إلينا من الفرنسيين.» وأجابت فرنسا أن المعاهدة لا تشمل أشخاص يريدون تغيير محل إقامتهم وإنما تشمل على كلمة «هارب»، وأجاب الأمير «إن الحكومة الفرنسية ملزمة بأن ترد إلي كل مذنب إلتجأ إليها، إذا كان رجلا واحدا، فكيف بالعشيرة والقبيلة.»
و بمجرد استئناف الطرفين الحرب، خاض الأمير عبد القادر عدة معارك مع الجيش الفرنسي خسر في البعض منها وانتصر في البعض الآخر كمعركة التافنة المشهورة سنة 1836.

### معاهدة التافنة (30 ماي 1837)
اضطرت فرنسا أن تعقد صلحا آخر مع الأمير عبد القادر، وكلفت هذه المرة الجنرال بيجو يوم 23 ماي 1836 بالتفاوض معه، وذلك لتحقيق الأغراض الآتية:
- التفرغ للقضاء على مقاومة أحمد باي في الشرق الجزائري.
- إعداد فرق عسكرية خاصة بحرب الجبال.
- فك الحصار عن المراكز الفرنسية.
- انتظار وصول الإمدادات العسكرية من فرنسا.

أما الأمير عبد القادر فقد قبل الهدنة قصد تحفيف معاناة الشعب الجزائري والتقاط الأنفاس وتوسيع نفوذه في البلاد وحيازة اعتراف فرنسا به، مما قد يكسبه الاعتراف الدولي مستقبلاً ويؤكد اعتداء فرنسا على بلاده وشعبه. وقد أدت الاتصالات بين الطرفين إلى ابرام معاهدة التافنة في 30 ماي 1837 والتي نصت على وجه الخصوص بمايلي:
- إن الأمير يعترف بسلطة دولة فرنسا على مدينة الجزائر وسهل متيجة، وعلى مدن وهران ومستغانم وأرزيو.
- على دولة فرنسا أن تعترف بإمارة الأمير عبد القادر على اقليم وهران وإقليم التيطري، والقسم الذي لم يدخل في حكم فرنسا من إقليم مدينة الجزائر من الناحية الشرقية. ولا يحق للأمير أن يمد يده لغير ما ذكر من أرض الجزائر.
- يمكن للأمير أن يشتري من فرنسا البارود والكبريت وسائر ما يحتاجه من الأسلحة.
- على فرنسا أن تتخلى للأمير على مدينة تلمسان وقلعة المشور ورشغون مع المدافع القديمة التي كانت فيها قديما .ويتعهد الأمير بنقل الذخائر الحربية والأمتعة العسكرية التي للعساكر الفرنسية في تلمسان إلى وهران.
- تطبيق مبدأ التجارة الحرة بين الطرفين.

وبناء على هذه الشروط تكون هذه المعاهدة اعترافًا صريحًا من حكومة فرنسا بإمارة الأمير التي أصبحت تشمل ثلاثة أرباع مقاطعة الجزائر زيادة عن ولاية وهران كلها، باستثناء المدن السالفة الذكر.

### مرحلة تنظيم الدولة (1837-1839)
استغل الأمير عبد القادر معاهدة التافنة وعاد لإصلاح حال بلاده وترميم ما أحدثته المعارك بالحصون والقلاع وتنظيم شؤون البلاد، وكذا لتعزيز قواته العسكرية وتنظيم دولته من خلال الإصلاحات الإدارية والتنظيمات العسكرية الآتية: 
1. تشكيل مجلس وزاري مصغر يضم رئيس الوزراء ، نائب الرئيس ، وزير الخارجية، وزير الخزينة الخاصة ووزير الأوقاف ...واتخذت هذه الوزارة من مدينة معسكر عاصمة لها.
2. التقسيم الإداري للبلاد إلى ثماني مقاطعات (ولايات) وكل ولاية يديرها خليفة ، وقسم الولاية إلى عدة دوائر ووضع على رأس كل دائرة قائدا يدعى برتبة آغا وتضم الدائرة عددا من القبائل يحكمها قائد، ويتبع القائد مسؤول إداري يحمل لقب شيخ.
3. تنظيم الميزانية وفق مبدأ الزكاة وفرض ضرائب إضافية لتغطية نفقات الجهاد وتدعيم مدارس التعليم…الخ.
4. تدعيم القوة العسكرية بإقامة ورشات للأسلحة والذخيرة وبناء الحصون على مشارف الصحراء حتى يزيد من فاعلية جيشه .
5. تصميم علم وطني وشعار رسمي للدولة.
6. ربط علاقات دبلوماسية مع بعض الدول

|                        |                        |                        |                        |                        |                        |  |  |                                     |                                     |                                     |                                     |                                     |                                     |  |  |                                  |                                  |                                  |                                  |                                  |                                  |  |  |                                |                                |                                |                                | مقاطعات دولة الأمير عبد القادر |                                |  |  |                             |                             |                             |                             |                             |                             |  |  |                                      |                                      |                                      |                                      |                                      |                                      |  |  |                        |                        |                        |                        |                        |                        |  |  |                                     |                                     |                                     |                                     |                                     |                                     |  |  |  |  |  |  |  |  |  |  |  |  |  |  |  |  |  |  |  |  |  |  |  |  |  |  |  |  |  |  |  |  |  |  |  |  |  |  |  |  |  |  |  |  |  |  |  |  |
|                        |                        |                        |                        |                        |                        |  |  |                                     |                                     |                                     |                                     |                                     |                                     |  |  |                                  |                                  |                                  |                                  |                                  |                                  |  |  |                                |                                |                                |                                |                                |                                |  |  |                             |                             |                             |                             |                             |                             |  |  |                                      |                                      |                                      |                                      |                                      |                                      |  |  |                        |                        |                        |                        |                        |                        |  |  |                                     |                                     |                                     |                                     |                                     |                                     |  |  |  |  |  |  |  |  |  |  |  |  |  |  |  |  |  |  |  |  |  |  |  |  |  |  |  |  |  |  |  |  |  |  |  |  |  |  |  |  |  |  |  |  |  |  |  |  |
|                        |                        |                        |                        |                        |                        |  |  |                                     |                                     |                                     |                                     |                                     |                                     |  |  |                                  |                                  |                                  |                                  |                                  |                                  |  |  |                                |                                |                                |                                |                                |                                |  |  |                             |                             |                             |                             |                             |                             |  |  |                                      |                                      |                                      |                                      |                                      |                                      |  |  |                        |                        |                        |                        |                        |                        |  |  |                                     |                                     |                                     |                                     |                                     |                                     |  |  |  |  |  |  |  |  |  |  |  |  |  |  |  |  |  |  |  |  |  |  |  |  |  |  |  |  |  |  |  |  |  |  |  |  |  |  |  |  |  |  |  |  |  |  |  |  |
| مقاطعة التيطري         | مقاطعة التيطري         | مقاطعة التيطري         | مقاطعة التيطري         | مقاطعة التيطري         | مقاطعة التيطري         |  |  | مقاطعة مليانة                       | مقاطعة مليانة                       | مقاطعة مليانة                       | مقاطعة مليانة                       | مقاطعة مليانة                       | مقاطعة مليانة                       |  |  | مقاطعة تلمسان                    | مقاطعة تلمسان                    | مقاطعة تلمسان                    | مقاطعة تلمسان                    | مقاطعة تلمسان                    | مقاطعة تلمسان                    |  |  | مقاطعة معسكر                   | مقاطعة معسكر                   | مقاطعة معسكر                   | مقاطعة معسكر                   | مقاطعة معسكر                   | مقاطعة معسكر                   |  |  | مقاطعة الصحراء الغربية      | مقاطعة الصحراء الغربية      | مقاطعة الصحراء الغربية      | مقاطعة الصحراء الغربية      | مقاطعة الصحراء الغربية      | مقاطعة الصحراء الغربية      |  |  | مقاطعة مجانة                         | مقاطعة مجانة                         | مقاطعة مجانة                         | مقاطعة مجانة                         | مقاطعة مجانة                         | مقاطعة مجانة                         |  |  | مقاطعة الزيبان         | مقاطعة الزيبان         | مقاطعة الزيبان         | مقاطعة الزيبان         | مقاطعة الزيبان         | مقاطعة الزيبان         |  |  | مقاطعة الجبال                       | مقاطعة الجبال                       | مقاطعة الجبال                       | مقاطعة الجبال                       | مقاطعة الجبال                       | مقاطعة الجبال                       |  |  |  |  |  |  |  |  |  |  |  |  |  |  |  |  |  |  |  |  |  |  |  |  |  |  |  |  |  |  |  |  |  |  |  |  |  |  |  |  |  |  |  |  |  |  |  |  |
| مقاطعة التيطري         | مقاطعة التيطري         | مقاطعة التيطري         | مقاطعة التيطري         | مقاطعة التيطري         | مقاطعة التيطري         |  |  | مقاطعة مليانة                       | مقاطعة مليانة                       | مقاطعة مليانة                       | مقاطعة مليانة                       | مقاطعة مليانة                       | مقاطعة مليانة                       |  |  | مقاطعة تلمسان                    | مقاطعة تلمسان                    | مقاطعة تلمسان                    | مقاطعة تلمسان                    | مقاطعة تلمسان                    | مقاطعة تلمسان                    |  |  | مقاطعة معسكر                   | مقاطعة معسكر                   | مقاطعة معسكر                   | مقاطعة معسكر                   | مقاطعة معسكر                   | مقاطعة معسكر                   |  |  | مقاطعة الصحراء الغربية      | مقاطعة الصحراء الغربية      | مقاطعة الصحراء الغربية      | مقاطعة الصحراء الغربية      | مقاطعة الصحراء الغربية      | مقاطعة الصحراء الغربية      |  |  | مقاطعة مجانة                         | مقاطعة مجانة                         | مقاطعة مجانة                         | مقاطعة مجانة                         | مقاطعة مجانة                         | مقاطعة مجانة                         |  |  | مقاطعة الزيبان         | مقاطعة الزيبان         | مقاطعة الزيبان         | مقاطعة الزيبان         | مقاطعة الزيبان         | مقاطعة الزيبان         |  |  | مقاطعة الجبال                       | مقاطعة الجبال                       | مقاطعة الجبال                       | مقاطعة الجبال                       | مقاطعة الجبال                       | مقاطعة الجبال                       |  |  |  |  |  |  |  |  |  |  |  |  |  |  |  |  |  |  |  |  |  |  |  |  |  |  |  |  |  |  |  |  |  |  |  |  |  |  |  |  |  |  |  |  |  |  |  |  |
| :الخليفة محمد البركاني | :الخليفة محمد البركاني | :الخليفة محمد البركاني | :الخليفة محمد البركاني | :الخليفة محمد البركاني | :الخليفة محمد البركاني |  |  | :الخليفة محيي الدين بن علال القليعي | :الخليفة محيي الدين بن علال القليعي | :الخليفة محيي الدين بن علال القليعي | :الخليفة محيي الدين بن علال القليعي | :الخليفة محيي الدين بن علال القليعي | :الخليفة محيي الدين بن علال القليعي |  |  | :الخليفة محمد البوحميدي الولهاصي | :الخليفة محمد البوحميدي الولهاصي | :الخليفة محمد البوحميدي الولهاصي | :الخليفة محمد البوحميدي الولهاصي | :الخليفة محمد البوحميدي الولهاصي | :الخليفة محمد البوحميدي الولهاصي |  |  | :الخليفة مصطفى بن أحمد التهامي | :الخليفة مصطفى بن أحمد التهامي | :الخليفة مصطفى بن أحمد التهامي | :الخليفة مصطفى بن أحمد التهامي | :الخليفة مصطفى بن أحمد التهامي | :الخليفة مصطفى بن أحمد التهامي |  |  | :الخليفة قدور بن عبد الباقي | :الخليفة قدور بن عبد الباقي | :الخليفة قدور بن عبد الباقي | :الخليفة قدور بن عبد الباقي | :الخليفة قدور بن عبد الباقي | :الخليفة قدور بن عبد الباقي |  |  | :الخليفة محمد بن عبد السلام المقداني | :الخليفة محمد بن عبد السلام المقداني | :الخليفة محمد بن عبد السلام المقداني | :الخليفة محمد بن عبد السلام المقداني | :الخليفة محمد بن عبد السلام المقداني | :الخليفة محمد بن عبد السلام المقداني |  |  | :الخليفة فرحات بن سعيد | :الخليفة فرحات بن سعيد | :الخليفة فرحات بن سعيد | :الخليفة فرحات بن سعيد | :الخليفة فرحات بن سعيد | :الخليفة فرحات بن سعيد |  |  | :الخليفة أحمد الطيب بن سالم الدبيسي | :الخليفة أحمد الطيب بن سالم الدبيسي | :الخليفة أحمد الطيب بن سالم الدبيسي | :الخليفة أحمد الطيب بن سالم الدبيسي | :الخليفة أحمد الطيب بن سالم الدبيسي | :الخليفة أحمد الطيب بن سالم الدبيسي |  |  |  |  |  |  |  |  |  |  |  |  |  |  |  |  |  |  |  |  |  |  |  |  |  |  |  |  |  |  |  |  |  |  |  |  |  |  |  |  |  |  |  |  |  |  |  |  |
| :الخليفة محمد البركاني | :الخليفة محمد البركاني | :الخليفة محمد البركاني | :الخليفة محمد البركاني | :الخليفة محمد البركاني | :الخليفة محمد البركاني |  |  | :الخليفة محيي الدين بن علال القليعي | :الخليفة محيي الدين بن علال القليعي | :الخليفة محيي الدين بن علال القليعي | :الخليفة محيي الدين بن علال القليعي | :الخليفة محيي الدين بن علال القليعي | :الخليفة محيي الدين بن علال القليعي |  |  | :الخليفة محمد البوحميدي الولهاصي | :الخليفة محمد البوحميدي الولهاصي | :الخليفة محمد البوحميدي الولهاصي | :الخليفة محمد البوحميدي الولهاصي | :الخليفة محمد البوحميدي الولهاصي | :الخليفة محمد البوحميدي الولهاصي |  |  | :الخليفة مصطفى بن أحمد التهامي | :الخليفة مصطفى بن أحمد التهامي | :الخليفة مصطفى بن أحمد التهامي | :الخليفة مصطفى بن أحمد التهامي | :الخليفة مصطفى بن أحمد التهامي | :الخليفة مصطفى بن أحمد التهامي |  |  | :الخليفة قدور بن عبد الباقي | :الخليفة قدور بن عبد الباقي | :الخليفة قدور بن عبد الباقي | :الخليفة قدور بن عبد الباقي | :الخليفة قدور بن عبد الباقي | :الخليفة قدور بن عبد الباقي |  |  | :الخليفة محمد بن عبد السلام المقداني | :الخليفة محمد بن عبد السلام المقداني | :الخليفة محمد بن عبد السلام المقداني | :الخليفة محمد بن عبد السلام المقداني | :الخليفة محمد بن عبد السلام المقداني | :الخليفة محمد بن عبد السلام المقداني |  |  | :الخليفة فرحات بن سعيد | :الخليفة فرحات بن سعيد | :الخليفة فرحات بن سعيد | :الخليفة فرحات بن سعيد | :الخليفة فرحات بن سعيد | :الخليفة فرحات بن سعيد |  |  | :الخليفة أحمد الطيب بن سالم الدبيسي | :الخليفة أحمد الطيب بن سالم الدبيسي | :الخليفة أحمد الطيب بن سالم الدبيسي | :الخليفة أحمد الطيب بن سالم الدبيسي | :الخليفة أحمد الطيب بن سالم الدبيسي | :الخليفة أحمد الطيب بن سالم الدبيسي |  |  |  |  |  |  |  |  |  |  |  |  |  |  |  |  |  |  |  |  |  |  |  |  |  |  |  |  |  |  |  |  |  |  |  |  |  |  |  |  |  |  |  |  |  |  |  |  |
| :العاصمة المدية        | :العاصمة المدية        | :العاصمة المدية        | :العاصمة المدية        | :العاصمة المدية        | :العاصمة المدية        |  |  | :العاصمة مليانة                     | :العاصمة مليانة                     | :العاصمة مليانة                     | :العاصمة مليانة                     | :العاصمة مليانة                     | :العاصمة مليانة                     |  |  | :العاصمة تلمسان                  | :العاصمة تلمسان                  | :العاصمة تلمسان                  | :العاصمة تلمسان                  | :العاصمة تلمسان                  | :العاصمة تلمسان                  |  |  | :العاصمة معسكر                 | :العاصمة معسكر                 | :العاصمة معسكر                 | :العاصمة معسكر                 | :العاصمة معسكر                 | :العاصمة معسكر                 |  |  | :العاصمة بشار               | :العاصمة بشار               | :العاصمة بشار               | :العاصمة بشار               | :العاصمة بشار               | :العاصمة بشار               |  |  | :العاصمة سطيف                        | :العاصمة سطيف                        | :العاصمة سطيف                        | :العاصمة سطيف                        | :العاصمة سطيف                        | :العاصمة سطيف                        |  |  | :العاصمة بسكرة         | :العاصمة بسكرة         | :العاصمة بسكرة         | :العاصمة بسكرة         | :العاصمة بسكرة         | :العاصمة بسكرة         |  |  | :العاصمة برج حمزة - البويرة         | :العاصمة برج حمزة - البويرة         | :العاصمة برج حمزة - البويرة         | :العاصمة برج حمزة - البويرة         | :العاصمة برج حمزة - البويرة         | :العاصمة برج حمزة - البويرة         |  |  |  |  |  |  |  |  |  |  |  |  |  |  |  |  |  |  |  |  |  |  |  |  |  |  |  |  |  |  |  |  |  |  |  |  |  |  |  |  |  |  |  |  |  |  |  |  |

### مرحلة الضعف (1839-1847)حرب الإبادة
بادر المارشال فالي إلى خرق معاهدة التافنة بعبور قواته الأراضي التابعة للأمير، فتوالت النكسات خاصة بعد أن انتهج الفرنسيون أسلوب الأرض المحروقة ، كما هي مفهومة من عبارة الحاكم العام الماريشال بيجو: «لن تحرثوا الأرض، وإذا حرثتموها فلن تزرعوها، وإذا زرعتموها فلن تحصدوها .»
فلجأ الفرنسيون إلى الوحشية في هجومهم على المدنيين العزل فقتلوا النساء والأطفال والشيوخ ، وحرقوا القرى والمدن التي تساند الأمير.
و في هذه المرحلة بدأت الكفة ترجح لصالح العدو بعد استيلائه على عاصمة الأمير تاقدامت 1841، ثم سقوط الزمالة -عاصمة الأمير المتنقلة- سنة 1843 وعلى إثر ذلك اتجه الأمير إلى المغرب في أكتوبر عام 1843 الذي ناصره في أول الأمر ثم اضطر إلى التخلي عنه على إثر قصف الأسطول الفرنسي لمدينة (طنجة والصويرة)، وتحت وطأة الهجوم الفرنسي يضطر السلطان المغربي إلى طرد الأمير عبد القادر، بل ويتعهد للفرنسيين بالقبض عليه. الأمر الذي دفعه إلى العودة إلى الجزائر في سبتمبر 1845 محاولاً تنظيم المقاومة من جديد.

### محاصرة الأمير واستسلامه عام 1847م
اضطر الأمير عبد القادر إلى الانسحاب إلى المغرب الأقصى أمام ضغط الجيش الفرنسي القوي طالبًا من سلطان المغرب عبد الرحمن بن هاشم مساعدته محذرا اياه من سقوط الجزائر، لأن ذلك سيؤدي إلى سقوط المغرب وبلدان إسلامية كثيرة تحت السيطرة الإستعمارية، لكنه لم يستمع إلى نصائح الأمير متذرعا بمواجهة المتمردين ضد السلطان في المغرب، وكأن مواجهة الشعب الثائر ضده أفضل من مواجهة المحتل الذي يهدد أرض الإسلام.
وأكثر من ذلك تعاون هذا السلطان مع الجيش الفرنسي لمحاصرة الأمير عبد القادر الذي اضطر للإستسلام في عام 1847 بعد محاصرته من طرف الجيش الفرنسي شرقًا وجيش السلطان المغربي غربًا وخيانة بعض القبائل له. ولم يستسلم الأمير إلا بعد أن اشترط على الجيش الفرنسي إعطاء عهد الأمان لجميع رفاقه وجنوده والسماح لهم بالالتحاق بقبائلهم، أما هو فطلب السماح له بالهجرة إلى الإسكندرية بمصر أو عكا بفلسطين، وإذا لم تقبل فرنسا بهذين الشرطين فإنه الجهاد حتى الموت. وكان هدف الأمير من ذلك هو إبقاء شعلة المقاومة ضد الإستعمار ملتهبة على يد رفاقه بعدما يضمن لهم الحياة، وهذا ما حدث بالفعل فيما بعد مما يدل على بعد نظر الأمير عبد القادر.